# 交換輸送体

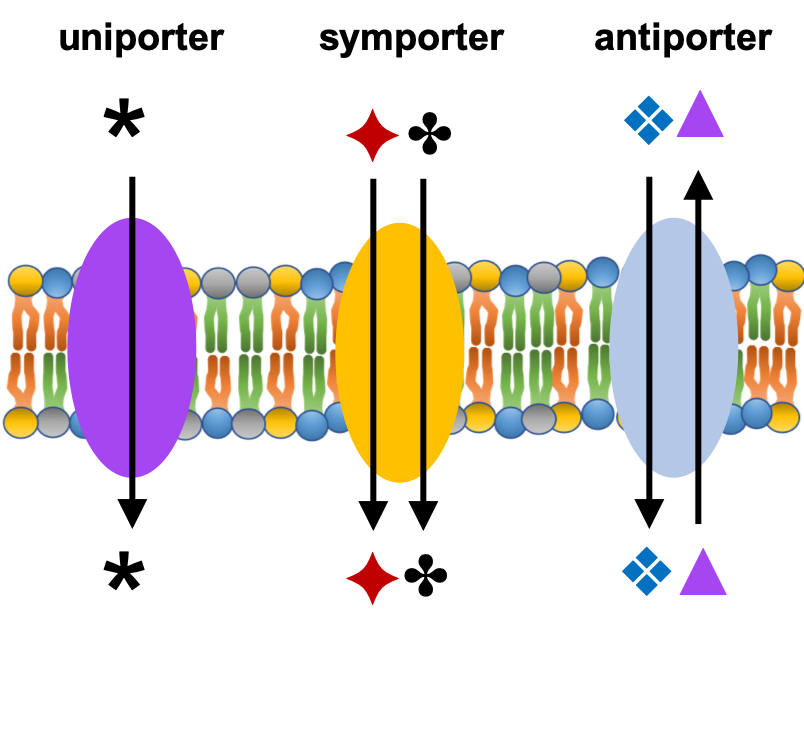
膜輸送体の分類：左から単輸送体、共輸送体、交換輸送体

交換輸送体（こうかんゆそうたい、英: Exchanger）、対向輸送体（たいこうゆそうたい、英: Counter-transporter）、逆輸送体（ぎゃくゆそうたい、英: Antiporter）とは、二次能動輸送により2つ以上の分子をリン脂質膜を挟んで反対方向に移動させる内在性膜蛋白質である。共輸送体の1種であり、ある分子が電気化学的勾配を下降する際にエネルギー的に有利な動きをするのを利用して、別の分子にエネルギー的に不利な電気化学的勾配を上る動きをさせるものである。これは、2つ以上のイオンを同じ方向に移動させる共輸送体（同伴輸送体）や、ATPを直接駆動力とする一次能動輸送体とは対になる。

輸送には、それぞれのタイプの溶質が1つ以上関与する場合がある。例えば多くの細胞の細胞膜に存在するNa+/Ca2+交換体は、片方に3つのナトリウムイオンを、もう片方に1つのカルシウムイオンを移動させる。この例のナトリウムと同様に、交換輸送体は1つのイオンの侵入のエネルギー的に有利な確立された勾配に依存し、2番目の分子を反対方向へと不利な移動を強いている。交換輸送体はその多様な機能を通して、心筋収縮の強さの調節、赤血球による二酸化炭素の輸送、細胞質pHの調節、植物の液胞におけるスクロースの蓄積など、様々な重要な生理学的プロセスに関与している。

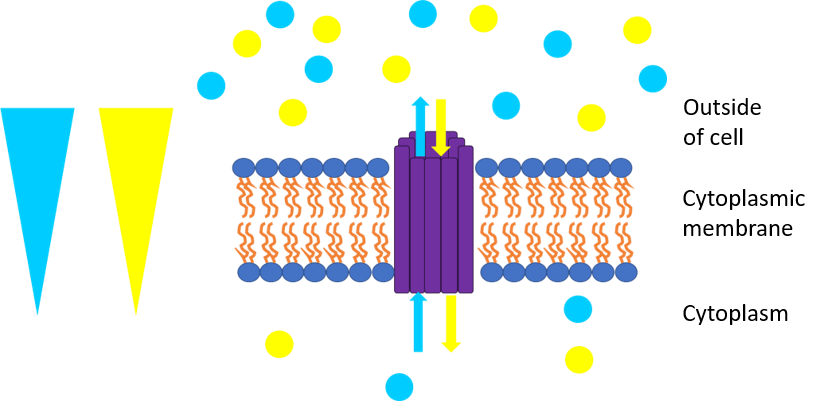
交換輸送体とその輸送物質の濃度勾配の図

## 背景
共役輸送体はすべての生物に存在し、単輸送体、共輸送体、交換輸送体を含む多様な膜貫通蛋白質群であるより広いカテゴリー、膜輸送体蛋白質、に分類され、脂質ベースの細胞膜を通過できないような水溶性分子に移動手段を提供する役割を担っている。これらの中で最も単純なものは単輸送体であり、濃度勾配に沿った方向への一種類の分子の移動を促進する。哺乳類では、グルコースとアミノ酸を細胞内に取り込むのが主な役割である。
共輸送体と交換輸送体は、複数のイオンを移動させてそのイオンの一つがエネルギー的に不利な方向に移動するため、より複雑である。複数の分子が関与しているため、輸送体が膜の一方から他方へ分子を移動させようと立体配座を変化させる際に、複数の結合過程が発生する。これらの輸送体が使用する機構により、一度に数分子しか移動させることができない。その結果、共輸送体と交換輸送体の輸送速度は遅く、1秒間に102～104分子しか移動できない。それに比べてイオンの拡散を促進するイオンチャネルは、1秒間に107から108個のイオンに細胞膜を通過させる。
ATPポンプもまた、分子をエネルギー的に不利な方向に移動させて構造変化を起こすが、ATP加水分解から得られるエネルギーをそれぞれのイオンの輸送に利用するため、膜蛋白質とは異なるカテゴリーに分類される。これらのイオンポンプは非常に選択性が高く、少なくとも一方のゲートが常に閉じている二重ゲートシステムで構成されている。ゲートの一方が開いている際にイオンは膜の片側から侵入し、その後ゲートは閉じる。その後、2つ目のゲートが開き、イオンが膜の反対側に出ることができる。交互にゲートが開く間の時間は閉塞状態と呼ばれ、イオンが結合して両方のゲートが閉じている。このようにゲートの開閉によりポンプの速度が制限されるため、輸送速度は輸送蛋白質よりもさらに遅く、1秒間に100～103個のイオンを移動させる。

## 構造・機能
輸送体として機能するためには、膜蛋白質はある条件を満たさねばならない。まず、蛋白質の内部に対応する分子やイオンを含むことができる空洞が必要である。次に、蛋白質は少なくとも2つの異なる立体配座（空洞が細胞外基質側に開いている形と、空洞が細胞質基質側に開いている形）を取れなければならない。これは膜の一方から他方へ分子を移動させるために重要である。最後に、蛋白質の空洞にリガンドの結合部位があり、その結合部位は蛋白質の配座ごとにリガンドに対する親和性が異なっていなければならない。これがなければ、リガンドは細胞膜の片側で輸送体に結合し、もう片側で輸送体から放出されることができない。交換輸送体は、これらすべての特徴を備えている。
交換輸送体の種類は非常に多く、その構造は輸送される分子の種類や細胞内の場所によって大きく異なる。しかし、すべての交換輸送体に共通する特徴が幾つかある。その一つは、細胞膜の脂質二重層に跨がり親水性分子が通過できるチャネルを形成する複数の膜貫通領域である。これらの膜貫通領域は通常αヘリックスから構成され、細胞外空間と細胞質内の両方でループによって接続されている。これらのループは、交換輸送体に関連する分子の結合部位を含んでいる。
交換輸送体のこれらの特徴は、細胞の恒常性維持に寄与している。交換輸送体は親水性分子が疎水性脂質二重膜を通過する空間を提供し、細胞膜の疎水性相互作用を迂回することを可能にする。これにより、細胞小器官の酸性化など、細胞環境に必要な分子の効率的な移動が可能になる。細胞膜の両側にあるイオンや分子に対する交換輸送体の親和性が変化することで、交換輸送体はエネルギー的に好ましいイオンの電気化学的勾配に従って細胞膜の適切な側でリガンドと結合したり、リガンドを放出したりすることができる。

## 機構

単純化した交換輸送の模式図

交換輸送のメカニズムには幾つかの重要なステップがあり、上述の要素で規定される一連の構造変化が見られる。
1. 基質は細胞膜の細胞外側にある特異的結合部位に結合し、一時的に基質と結合した開放型の交換輸送体を形成する。
2. 輸送体は閉塞し基質結合状態となるが、細胞外空間を向いたままである。
3. 交換輸送体は立体配座を変化させ、一時的に完全に（両側が）閉塞した中間段階を経て細胞質基質に面する。
4. 輸送体は内向きに開いた立体配座をとり、基質は輸送体から放出される。
5. 交換輸送体は2つ目の基質と結合し、内側へ開放した交換輸送体を形成し、基質を逆方向に輸送する準備が整う。
6. この後、基質結合状態で閉塞し、細胞質基質に面している状態、一時的な完全閉塞状態、立体配座変化を経て、細胞外側への開放状態へと戻る。
7. 2つ目の基質が放出されると、交換輸送体は元の立体配座に戻り、次のサイクルに入ることが出来る[7][11]。

## 歴史
交換輸送体の発見は、科学者たちが生体膜を介したイオン輸送のメカニズムを探っていた頃に遡る。初期の研究は20世紀半ばに行われ、ナトリウム、カリウム、カルシウムなどのイオンが細胞膜を横切って輸送されるメカニズムに焦点が当てられていた。研究者はこれらのイオンが反対方向に移動することを観察し、この種の輸送を促進する膜蛋白質の存在を想定した。
1960年代、生化学者エフライム・ラッカーは、交換輸送体の発見において画期的な成果を上げた。ウシの心臓ミトコンドリアからの精製により、彼らは無機リン酸を水酸化物イオンと交換できるミトコンドリア蛋白質を発見した。この蛋白質はミトコンドリア内膜に存在し、酸化的リン酸化に使われるリン酸イオンを輸送する。この蛋白質は、リン酸-水酸化物交換輸送体、あるいはミトコンドリアリン酸輸送担体蛋白質として知られるようになり、生細胞で同定された交換輸送体の最初の例となった。
時が経つにつれて、研究者たちは様々な膜や生物に存在する数々の交換輸送体を発見した。ナトリウム・カルシウム交換体（NCX）もその一つで、細胞膜を介したナトリウムイオンとカルシウムイオンの交換を通じて、細胞内のカルシウム濃度を調節する重要な交換輸送体である。NCXは1970年代に発見され、現在では多くの異なるタイプの細胞に存在することが知られている、よく知られた交換輸送体である。
生化学と分子生物学の分野の進歩により、幅広い種類の交換輸送体の同定と特性解析が可能となった。様々な分子やイオンの輸送過程を理解することで、細胞内輸送メカニズムや、種々の生理学的機能や恒常性維持における交換輸送体の役割についての知見が得られている。

## 恒常性における役割

### ナトリウム・カルシウム交換体
ナトリウム・カルシウム交換体（Na+/Ca2+交換体；NCX）は、細胞からカルシウムを除去する役割を担う交換輸送体である。この名称は、心臓、腎臓、脳で広く見られるイオン輸送体の一群を包含する。この交換体は、ナトリウムの電気化学的勾配に蓄積されたエネルギーを利用して、細胞内への3個のナトリウムイオンの流入と1個のカルシウムイオンの排出を交換する。この交換体は、興奮性細胞のミトコンドリアと小胞体の膜に最も多く存在するが、様々な生物種の多くの異なる細胞種に見られる。
ナトリウム・カルシウム交換体はカルシウムイオンに対する親和性は低いが、短時間で大量のカルシウムイオンを輸送することができる。この特性のため、活動電位が発生した後など大量のカルシウムを緊急に輸送する必要がある状況で有用である。またNCXはその特性により、カルシウムイオンに対する親和性が高い他の蛋白質と、その機能を妨げることなく連携できる。NCXはこれらの蛋白質と協働して、心筋弛緩、興奮収縮連関、光受容体活性などの機能を遂行する。また、心筋細胞の小胞体、興奮性・非興奮性細胞の小胞体、ミトコンドリア内のカルシウムイオン濃度を維持している。
この交換体のもう一つの重要な特徴は、その可逆性である。つまり、細胞が充分に脱分極されたり、細胞外のナトリウム濃度が充分に低くなったり、細胞内のナトリウム濃度が充分に高くなったりすると、NCXは逆方向に作動してカルシウムを細胞内に取り込み始める。例えば興奮毒性時にNCXが機能する場合、細胞内カルシウム濃度の増加に伴って交換体がナトリウム濃度に関係なく正常な方向に働くことができるため、この特性によって保護効果を発揮できる。別の例としては心筋細胞の脱分極があり、これには細胞内ナトリウム濃度の大幅な増加が伴うためNCXは逆方向に働く。心臓の活動電位中はカルシウム濃度が慎重に調節されており、その後カルシウムが細胞外に送り出される。
ナトリウム・カルシウム交換体は心筋細胞におけるカルシウムの恒常性を維持する役割を担っており、心拡張期にカルシウムを輸出して心筋を弛緩させるのに役立っている。従って、その機能障害はカルシウムの異常な移動と様々な心疾患の発症を齎す。細胞内カルシウム濃度が異常に高いと心拡張が妨げられ、異常収縮および不整脈を引き起こす。不整脈はカルシウムがNCXによって適切に排出されない場合に起こり、後脱分極を遅延させ、心房細動および心室頻拍に繋がる可能性のある異常活動を誘発する。
心臓が虚血に陥ると、酸素供給不足によってイオンの恒常性が乱れる。身体がその部位に血液を戻すことでこれを安定化させようとすると、酸化ストレスの一種である虚血再灌流障害が発症する。NCXが機能不全になると、再灌流に伴うカルシウムの増加を悪化させ、細胞死や組織損傷を引き起こす可能性がある。同様に、NCX機能不全は虚血性脳卒中に関与していることが判明している。NCXの活性は上方制御され、細胞質カルシウムレベルの上昇を引き起こし、神経細胞死に繋がる。
Na+/Ca2+交換体は、アルツハイマー病やパーキンソン病などの神経疾患にも関与している。交換体の機能不全は酸化ストレスと神経細胞死を引き起こし、アルツハイマー病の特徴である認知機能低下の一因となる。カルシウム恒常性の調節障害は、神経細胞死とアルツハイマー病発症の重要な部分であることが判っている。例えば神経原線維変化を有するニューロンは、高レベルのカルシウムを含み、カルシウム依存性蛋白質の過剰活性化を示す。非典型的なNCXの機能によるカルシウムの異常な振る舞いは、パーキンソン病を特徴づけるミトコンドリア機能障害、酸化ストレス、神経細胞死を引き起こす可能性もある。この場合、黒質のドーパミン作動性ニューロンが影響を受けると、パーキンソン病の発症および進展に寄与する可能性がある。その機序は完全には解明されていないが疾患モデルによりNCXとパーキンソン病の関連性が示唆されており、NCX阻害剤がドーパミン作動性ニューロンの死を予防できることが示されている。

### ナトリウム水素交換輸送体
ナトリウム水素交換輸送体は、ナトリウム・プロトン交換体、Na+/H+交換体、NHEとも呼ばれ、ナトリウムを細胞内に、水素を細胞外に輸送する交換輸送体であり、細胞内のpHとナトリウム濃度の調節に重要である。真核生物と原核生物に存在するNHE交換輸送体ファミリーの種類には違いがある。ヒトゲノムに存在するこの輸送体の9つのアイソフォームは、陽イオン・プロトン交換輸送体（CPA 1、CPA 2、CPA 3）やナトリウム輸送性カルボン酸脱炭酸酵素（NaT-DC）を含む幾つかのファミリーに分類される。原核生物はNa+/H+交換輸送体ファミリーNhaA、NhaB、NhaC、NhaD、NhaEを持つ。
酵素は特定のpH範囲のみでしか機能しないため、細胞が細胞質のpHを厳密に調節することが重要である。細胞のpHが最適範囲外になると、ナトリウム水素交換輸送体がこれを検出し活性化されてイオンを輸送し、pHバランスを回復させる恒常性維持機構が作動する。哺乳類細胞ではイオンの流れを逆転させることができるため、NHEはナトリウムを細胞外に輸送して、過剰なナトリウムが蓄積して毒性を引き起こす事態を防ぐことも出来る。
その機能から示唆されるようにこの交換輸送体は、腎臓ではナトリウム再吸収の調節に、心臓では細胞内pHと心収縮の調節に関与している。NHEは腎臓のネフロン、特に近位尿細管と集合管の細胞で重要な役割を果たしている。ナトリウム水素交換輸送体の機能は、身体がナトリウムの再吸収と水素の排泄を必要とするとき、近位尿細管においてアンジオテンシンIIによって上昇制御される。
植物は高濃度の塩分に敏感で、光合成などの真核細胞の特定の必要な機能を停止させる可能性がある。生物が恒常性を維持し重要な機能を遂行するため、Na+/H+交換体によりNa+を細胞外に送り出して細胞質から過剰なナトリウムが除去される。この輸送体はまた、チャネルを閉じてナトリウムが細胞内に入るのを防ぎ、細胞内の余分なナトリウムが液胞に入るのを許す。
ナトリウム水素輸送体の活性の調節異常は、心血管疾患、腎障害、神経疾患と関連している。これらの問題を治療するために、NHE阻害剤が開発されている。交換輸送体のアイソフォームの一つであるNHE1は、哺乳類の心筋の機能に不可欠である。NHEは、肥大時や虚血・再灌流時など心筋に損傷が生じた場合に関与する。研究では、心筋梗塞や左室肥大を経験した動物モデルではNHE1がより活性化していることが示されている。これらの心臓イベント中、ナトリウム水素輸送体の機能により、心筋細胞のナトリウム濃度が上昇する。次に、ナトリウム・カルシウム交換輸送体の働きにより、より多くのカルシウムが細胞に取り込まれ、心筋が損傷する。
腎臓の上皮細胞には5種類のNHEアイソフォームが存在する。最もよく研究されているのはNHE3で、主に腎臓の近位尿細管に存在し、酸塩基平衡の恒常性維持に重要な役割を果たしている。NHE3に問題があると、ナトリウムの再吸収と水素の分泌が阻害される。NHE3の調節異常が引き起こす可能性のある主な病態は、高血圧と腎尿細管性アシドーシス（RTA）である。高血圧は、腎臓でナトリウムが再吸収される際にナトリウムイオンに水分が追随して血液量が増加することで発症する。RTAは、NHE3の活性が低下し水素イオンの分泌が低下して腎臓が尿を酸性化できず、代謝性アシドーシスになることが特徴である。一方NHE3が過剰に活性化すると、水素イオンの過剰分泌と代謝性アルカローシスを惹起する可能性がある。
NHEは神経変性とも関連している。アイソフォームNHE6の調節不全または喪失は、ヒトニューロンのタウ蛋白質の病理学的変化に繋がり、重大な結果を齎す可能性がある。例えばクリスチャンソン症候群（CS）は、エンドソームの過剰な酸性化を引き起こすNHE6の機能喪失変異によって発症するX連鎖性疾患である。CS患者の死後脳を対象とした研究では、NHE6の機能低下がタウ沈着レベルの上昇に関連していることが判明した。タウのリン酸化レベルも上昇し、神経細胞の損傷や死を引き起こす不溶性のもつれの形成に繋がることが判明した。タウ蛋白質は、アルツハイマー病やパーキンソン病など、他の神経変性疾患にも関与している。

### 塩素イオン・炭酸水素イオン交換輸送体
塩素イオン・炭酸水素イオン交換輸送体（Cl-/HCO−
3交換輸送体、塩化物・重炭酸塩交換輸送体）は、細胞膜を介して重炭酸イオンと塩化物イオンを交換する機能により、pHと体液のバランスを維持する点で極めて重要である。この交換は、さまざまな種類の体細胞で発生する。心臓のプルキンエ線維や尿管の平滑筋細胞では、この交換輸送体が細胞内への塩化物輸送の主なメカニズムとなっている。腎臓などに存在する上皮細胞は、塩化物・重炭酸イオン交換を利用して、細胞容積、細胞内pH、細胞外pHを調節している。胃壁細胞、破骨細胞、その他の酸分泌細胞は、炭酸脱水酵素や尖端のプロトンポンプの機能によって取り残された過剰の重炭酸塩を処理するために、基底側膜で機能する塩化物・重炭酸塩交換輸送体を持つ。一方で塩基分泌細胞は、尖端に塩化物・重炭酸交換と基底側プロトンポンプを発現する。
塩素イオン・炭酸水素イオン交換輸送体の一例は塩化物陰イオン交換体（別名：down-regulated in adenoma; DRA蛋白質、slc26a3）である。これは腸粘膜、特に膜の頂端表面の円柱上皮と杯細胞に存在し、塩化物と重炭酸塩の交換機能を果たしている。DRA蛋白質の塩素イオンの再取り込みは、腸が水分を再吸収するための浸透圧勾配を作るのに重要である。
よく研究されているもう一つの塩素イオン・炭酸水素イオン交換輸送体は、陰イオン交換体1（AE1）であり、別名：バンド3陰イオン輸送蛋白質または溶質キャリアファミリー4メンバー1（SLC4A1）としても知られている。この交換体は赤血球に存在し、肺と組織の間で重炭酸イオンと二酸化炭素を輸送して酸塩基平衡の維持に寄与している。AE1は、腎尿細管細胞の基底外側にも発現している。これは酸を分泌するα-間在細胞が存在するネフロンの集合管において大変重要である。これらの細胞は炭酸ガスと水を用いて水素イオンと重炭酸イオンを生成するが、これは炭酸脱水酵素によって触媒される。水素は膜を越えて集合管の内腔に交換され、酸が尿中に排泄される。
DRA蛋白質は腸内で水分を再吸収する上で重要であるため、その変異により先天性クロール下痢症（Congenital chloride diarrhea; CCD）と呼ばれる症状が引き起こされる。この疾患は7番染色体上のDRA遺伝子の常染色体劣性変異によって引き起こされる。新生児におけるCCDの症状は発育不全を伴う慢性下痢であり、代謝性アルカローシスを引き起こす下痢が特徴である。
腎臓のAE1の変異は、尿中に酸を分泌できないことを特徴とする遠位腎尿細管性アシドーシスを引き起こす可能性がある。これにより、血液が酸性に傾く代謝性アシドーシスが続発する。慢性的な代謝性アシドーシスの継続は、骨、腎臓、筋肉、心臓血管系の健康に悪影響を及ぼす可能性がある。
赤血球のAE1の変異は、赤血球の形態と機能の変化を齎す。赤血球の形状は肺や組織でのガス交換機能と密接に関連しているため、これは深刻な結果を齎し得る。その一つが遺伝性球状赤血球症で、球状の赤血球を特徴とする遺伝性疾患である。もう一つは、AE1遺伝子の欠失により楕円形の赤血球が生じる東南アジア楕円赤血球症である。最後に、水分過剰型遺伝性有口赤血球症は赤血球の容積が異常に大きくなり、水分補給状態の変化を引き起こすまれな遺伝性疾患である。
AE1のアイソフォームであるAE2の適切な機能は、胃液分泌、破骨細胞の分化と機能、およびエナメル質の合成において重要である。胃壁細胞と破骨細胞の両方の尖端表面での塩酸分泌は、基底外側表面での塩化物・重炭酸塩交換に依存している。AE2が機能していないマウスでは塩酸が分泌されないという研究結果があり、この交換体が胃の胃壁細胞における塩酸分泌に必要であると結論づけられた。動物モデルでAE2の発現が抑制されると、細胞株は破骨細胞に分化して機能を果たすことができなかった。さらに、破骨細胞マーカーを持つがAE2が欠損している細胞は野生型細胞と比較して異常であり、石灰化した組織を再吸収することができなかった。これは破骨細胞の機能におけるAE2の重要性を示している。最後に、エナメル質のヒドロキシアパタイト結晶が形成される際に多くの水素が発生するが、この水素を中和しなければ石灰化が進まない。AE2を不活性化したマウスは歯がなく、エナメル質の成熟が不完全であった。

### 塩素イオン・水素イオン交換輸送体
塩素イオン・水素イオン交換輸送体は細胞膜を介した塩化物イオンと水素イオンの交換を促進し、酸塩基平衡と塩化物恒常性の維持に重要な役割を果たしている。これは、消化管、腎臓、膵臓など、様々な組織に存在する。よく知られている塩素イオン・水素イオン交換輸送体はCLCファミリーに属し、CLC-1からCLC-7までのアイソフォームがあり、それぞれが異なる組織に分布する。構造的には2つのCLC蛋白質が一緒になってホモ二量体またはヘテロ二量体を形成しており、両方のモノマーがイオン移動経路を含む。CLC蛋白質はイオンチャネルまたはアニオン・プロトン交換体のどちらかであるため、CLC-1とCLC-2は膜塩化物チャネルであり、CLC-3からCLC-7は塩化物・水素交換体である。
CLC-4はCLCファミリーのメンバーで脳に多く存在するが、肝臓、腎臓、心臓、骨格筋、腸にも存在する。エンドソームに存在しておりエンドソームの酸性化に関与していると考えられるが、小胞体や細胞膜にも発現している。その役割は完全には明らかではないが、CLC-4はエンドソームの酸性化、トランスフェリンの輸送、腎エンドサイトーシス（飲食作用）、肝分泌経路に関与している可能性があることが判明している。
CLC-5は、この蛋白質ファミリーの中で最もよく研究されているメンバーの一つである。CLC-3およびCLC-4とアミノ酸配列の80％を共有しているが、主に腎臓、特に近位尿細管、集合管、ヘンレ係蹄の上行脚に存在する。エンドソーム膜を介して物質を輸送する機能を持つため、飲作用、受容体依存性エンドサイトーシス、尖端表面からの細胞膜蛋白質の飲食作用に不可欠である。
CLC-7はCLCファミリー蛋白質のもう一つの例である。CLC-7は、塩化物・プロトン-水素交換輸送体としてリソソームや破骨細胞の波状縁部に偏在発現している。CLC-7はリソソーム内の塩化物濃度の調節に重要である可能性がある。CLC-7はOstm1と呼ばれる蛋白質と結合して複合体を形成し、機能を発揮している。例えばこれらの蛋白質は骨吸収小窩を酸性化するプロセスに不可欠であり、酸性化により骨代謝が進行する。
CLC-4は発作性障害、顔面異常、行動障害を伴う精神遅滞と関連している。研究では、これらの症状を示す患者にフレームシフト変異やミスセンス変異が見つかっている。これらの症状はほとんどが男性にみられ、女性では病態がそれほど重篤でないことから、X連鎖性である可能性が高い。動物モデルで行われた研究では、非機能性CLC-4と海馬ニューロンの神経分岐障害との間に関連がある可能性も示されている。
CLC-5遺伝子の欠陥は、尿細管性蛋白尿、腎結石形成、尿中カルシウム過剰、腎石灰沈着、慢性腎不全を特徴とするデント病の症例の60％の原因であることが示された。これは、CLC-5が変異している場合にエンドサイトーシス過程で発生する異常によって引き起こされる。デント病自体はファンコーニ症候群の原因の一つであり、腎臓の近位尿細管が充分なレベルの再吸収を行わない場合に起こる。これにより、アミノ酸、グルコース、尿酸などの代謝経路で生成された分子が再吸収されずに尿中に排泄される。その結果、多尿、脱水、小児ではくる病、成人では骨軟化症、アシドーシス、低カリウム血症が発生する。
CLC-7の破骨細胞機能における役割は、重度の大理石骨病を発症したノックアウトマウスの研究によって明らかになった。これらのマウスは体躯が小柄で、長骨が短く、骨梁構造が乱れ、髄腔が欠損し、歯が萌出しなかった。これは、CLC-7の輸送速度を早める欠失変異、ミスセンス変異、機能獲得変異によって発生することが判明した。CLC-7はほぼ総てのタイプの神経細胞で発現しており、その欠損はマウス、特に海馬において広範な神経変性を引き起こした。より長生きしたモデルでは、1年半後には大脳皮質と海馬は殆ど消失していた。最後に、CLC-7はリソソームにおいて重要であるため、CLC-7の発現が変化するとリソソーム蓄積症を引き起こす可能性がある。CLC-7遺伝子に変異を導入したマウスは、ライソゾーム病と網膜変性症を発症した。

### 還元型葉酸輸送体
還元型葉酸輸送体（reduced folate carrier protein； RFC) は、葉酸（ビタミンB9）の細胞内輸送を担う膜貫通蛋白質である。この蛋白質は、有機リン酸の大きな濃度勾配を利用して、葉酸をその濃度勾配に逆らって細胞内に移動させる。RFC蛋白質は、葉酸、還元型葉酸、還元型葉酸の誘導体、および薬物メトトレキサートを輸送できる。この輸送体はSLC19A1遺伝子によってコードされており、ヒトの細胞では遍在的に発現している。その活性はpH7.4でピークに達し、pH6.4以下では不活性である。葉酸は生理的pHでは親水性陰イオンの形をとるので生体膜を自然に拡散しないため、RFC蛋白質は重要である。葉酸はDNA合成、修復、メチル化などのプロセスに必須であり、細胞内への侵入がなければこれらは起こり得ない。
葉酸は様々な生命維持プロセスに不可欠であるため、この分子が欠乏すると、胎児異常、神経障害、心血管疾患、悪性腫瘍を引き起こす可能性がある。葉酸は体内で合成できないため、食事から摂取して細胞内に取り込む必要がある。この移動を促進するRFC蛋白質がなければ、胚発生やDNA修復などの過程は起こらない。
胎児の神経管の発達には充分な葉酸レベルが必要である。妊娠中の葉酸欠乏は、二分脊椎や無脳症などの障害のリスクを増大させる。マウスモデルでは、FRC蛋白質遺伝子の対立遺伝子を両方とも不活性化すると胚が死亡する。妊娠中に葉酸を補充しても、マウスは生後2週間以内に造血組織の障害により死亡した。
RFC蛋白質の機能が変化すると葉酸欠乏症が増悪し、心血管疾患、神経変性疾患、癌を増悪させる可能性がある。心血管疾患に関しては、葉酸はホモシステイン代謝に寄与する。葉酸レベルが低いとホモシステインレベルが上昇し、心血管疾患の危険因子となる。癌に関しては、葉酸欠乏は特に大腸癌のリスク上昇と関連している。RFC蛋白質の発現が変化したマウスモデルでは結腸癌に関連する遺伝子の転写が増加し、結腸細胞の増殖が増加した。葉酸が不充分だとDNA損傷や異常なDNAメチル化に繋がるため、癌のリスクはFRC蛋白質がDNA合成に果たす役割に関係していると考えられる。

### シナプス小胞輸送体
シナプス小胞輸送体（Vesicle neurotransmitter antiporter; VNTs）は、神経細胞内で神経伝達物質を小胞に充填する役割を担っている。シナプス小胞の膜を横切るプロトンの電気化学的勾配を利用して、神経伝達物質を小胞内に移動させる。これは、神経伝達物質がシナプスに放出されて次のニューロンの受容体に結合することを必要とするシナプス伝達のプロセスにとって不可欠である。
これらの交換輸送体の中で最も特徴が際立っているものの一つが、小胞モノアミン輸送体（VMAT）である。VMATは、神経伝達物質の貯蔵、選別、放出、また神経伝達物質を自己酸化から守る役割を担っている。VMATの輸送機能は、小胞水素プロトンATPアーゼによって作られる電気化学的勾配に依存している。VMAT1とVMAT2は、セロトニン、ノルアドレナリン、ドーパミンなどのモノアミンをプロトン依存的に輸送できる。VMAT1は神経内分泌細胞に、VMAT2は中枢神経系と末梢神経系のニューロン、および副腎クロム親和性細胞に存在する。
もう一つの重要な小胞神経伝達物質アンチポーターは、小胞グルタミン酸輸送体（VGLUT）である。このタンパク質ファミリーには、VGLUT1、VGLUT2、VGLUT3の3つのアイソフォームがあり、脳内で最も多く存在する興奮性神経伝達物質であるグルタミン酸をシナプス小胞に充填する役割を担っている。これらの交換輸送体は場所によって異なる。VGLUT1は、大脳新皮質などの高次認知機能に関係する脳の領域に存在する。VGLUT2は基本的な生理学的機能を調節する働きがあり、脳幹や視床下部などの皮質下領域に発現している。最後に、VGLUT3は他の神経伝達物質も発現する神経細胞に見られる。
VMAT2は気分障害やパーキンソン病などの神経症状に関与していることが判明している。臨床的うつ病の動物モデルを用いた研究では、VMAT2の機能的変化がうつ病と関連していることが示された。臨床的うつ病に関与する脳の領域である側坐核、黒質緻密部、腹側被蓋野では、VMAT2レベルが低いことが明らかになった。この原因として考えられるのは、VMATがうつ病に関係する神経伝達物質であるセロトニンやノルエピネフリンと関係していることである。VMATの機能不全は、気分障害で起こるこれらの神経伝達物質の濃度変化に寄与している可能性がある。
VMAT2の低発現がパーキンソン病に対するより高い感受性と相関することが見出され、パーキンソン病によって損傷を受けたすべての細胞群で交換輸送体のmRNAが検出された。これは、VMAT2の機能不全が小胞へのドーパミンの充填の減少に繋がり、パーキンソン病を特徴づけるドーパミンの枯渇を齎すためと考えられる。そのため、交換輸送体はパーキンソン病の予防の標的となり得る保護因子として特定されています。
グルタミン酸放出の変化がてんかん発作の発生に関連していることから、VGLUTの機能変化が関与している可能性がある。動物モデルの星状膠細胞とニューロンにおいてVGLUT1遺伝子を不活性化する研究が行われた。星状膠細胞で遺伝子が不活性化されると、交換輸送体蛋白質自体が80％失われ、その結果グルタミン酸の取り込みが減少した。この状態のマウスは発作を起こし、体重が減少し、死亡率が上昇した。研究者らは、星状膠細胞におけるVGLUT1の機能はてんかん抵抗性と正常な体重増加に不可欠であると結論付けた。
グルタミン酸系が長期的な細胞増殖とシナプス可塑性に関与していることを示す証拠は数多くある。これらのプロセスの障害は気分障害の病態と関連している。グルタミン酸作動性神経伝達物質系の機能と気分障害との関連から、VGLUTは治療の標的の一つと位置付けられる。

## 参考資料
- “Structures of intermediate transport states of ZneA, a Zn(II)/proton antiporter”. Proceedings of the National Academy of Sciences of the United States of America 110 (46):  18484–18489. (November 2013). Bibcode: 2013PNAS..11018484P. doi:10.1073/pnas.1318705110. PMC 3832018. PMID 24173033.